# Aspitates parvularia
Aspitates parvularia är en fjärilsart som beskrevs av Barend J. Lempke 1952. Aspitates parvularia ingår i släktet Aspitates och familjen mätare. Inga underarter finns listade i Catalogue of Life.